# Rabat
Rabat ou Rabate (pronunciado em francês: [ʁa.ba]; forma portuguesa caída em desuso: Rebate; em árabe: الرباط; romaniz.: ar-Ribaāṭ, literalmente "lugar fortificado"; em berbere: Errbaṭ; em árabe coloquial marroquino: ارّباط translit.: Errbaṭ) é a capital e a segunda maior cidade de Marrocos. Localiza-se na costa do Atlântico. Tem cerca de 1,9 milhões de habitantes.A cidade foi fundada em 1150 pelo califa almóada Abde Almumine, que ali construiu uma fortaleza, uma mesquita e uma residência. Tornou-se cidade imperial em 1660 e foi a capital do Protetorado Francês em Marrocos entre 1912 e 1956.

## História
A história de Rabat (antigo nome: Chellah) começou com um acordo no século III. Em 40 d.C., os Romanos tomaram Chellah e mudaram seu nome para Sala de Colonia. Em 250, os romanos abandonaram a colônia. Em 1146, Abde Almumine transformou Rabat em uma fortaleza de grande escala para uso como ponto de ataques contra a Espanha. Em 1170, devido à sua importância militar, a cidade, passou a chamar-se de Ribatu l-Fath, que significa "fortaleza de vitória".
Iacube Almançor, outro califa almóada, transferiu a capital de seu império para Rabat. Ele construiu muralhas desde Rabat até à Casbá dos Oudaias. No entanto, Iacube morreu e a construção parou. As ruínas de uma grande mesquita inacabada, e o seu imponente minarete, a Torre Hassan, estão lá até hoje.
Depois da morte de Iacube, o império entrou em declínio. O Califado Almóada perdeu o controle de suas posses na Espanha e em grande parte do seu território africano, o que levou ao seu colapso total. No século XIII, grande parte do poder económico de Rabat se desmoronou.
Várias cidades incluindo Rabat, se juntaram em 1627 para formar a chamada República do Bu Regregue. Logo depois da formação da república, ocorreram diversos ataques bárbaros e de piratas. Eles tentaram estabelecer controle sobre os piratas, mas não conseguiram. Os muçulmanos continuaram na tentativa de controlar os piratas durante muitos anos, até que a República entrou em colapso em 1818. Mesmo após o colapso da república, os piratas continuaram a usar o porto de Rabat, que levou ao bombardeio da cidade pela Áustria em 1829.[carece de fontes?]
Os franceses tomaram posse de Marrocos em 1912 e estabeleceram um protetorado. O administrador francês de Marrocos, General Hubert Lyautey, decidiu transferir a capital do país novamente para Rabat. Quando o Marrocos alcançou a independência em 1956, Mohammed V, o então rei de Marrocos, optou por permanecer na capital Rabat.
Após a Segunda Guerra Mundial, os Estados Unidos começaram a mandar suas tropas para treinar na base aérea francesa. Com a desestabilização do governo francês no Marrocos, e da independência de Marrocos, em 1956, o governo de Mohammed V queria a retirada das bases no Marrocos, insistindo em tal ação, após a intervenção americana no Líbano, em 1958. Os Estados Unidos concordaram em deixar em dezembro de 1959, o que ocorreu só em 1963.

## Cultura e património

### Património Mundial
Desde junho de 2012 que um conjunto de sítios da cidade de Rabat estão inscritos na lista de Património Mundial da UNESCO como bens culturais: a ville nouvelle (cidade nova, edificada no início do Protetorado Francês em Marrocos), a Casbá dos Oudaias, o jardim de Essais, a almedina, as muralhas e portas almóadas, os sítios arqueológicos de Chellah e da mesquita Hassan (cujo minarete é a Torre Hassan), o mausoléu de Maomé V e bairro habous de Diour Jamaâ.

### Portas e muralhas
Os almóadas construíram uma muralha imponente no fim do século XII, que protegia os lados sul e oeste da cidade. É composta por dois longos muros retilíneos, que se cortam em ângulo agudo, com uma extensão total de mais de cinco quilómetros, com espessura de mais de dois metros e altura média de cerca de oito metros. As muralhas delimitam uma área de quase 425 hectares, que englobam o planalto superior que domina atualmente Chellah, para garantir a segurança das partes baixas da cidade em caso de ataque.
A muralha ocidental tinha quatro portas, a intervalos bastante regulares: Bab El-Alou, Bab El-Had, Bab Er-Rouah e Bab El-Hdid. A última encontra-se no que é atualmente o palácio real. A muralha sul só tem uma porta:  Bab Zaër. À semelhança da maior parte das muralhas construídas pelos almóadas, as muralhas de Rabat,  construídas com alvenaria de grande solidez, rica em cal, resistiram admiravelmente ao tempo. A intervalos regulares é flanqueada por torres quadradas e a cortina é encimada por um adarve, bordejado no exterior por um parapeito de merlões com topo piramidal.
A porta Bab Er-Rouah, uma obra-prima da estética monumental em pedra, apresenta, como a porta da Casbá, uma decoração de nós entrelaçados em volta da abertura em forma de arco de ferradura inscrito num enquadramento retangular. Como em Bab Agnaou em Marraquexe, grandes arco retomam, alargando-o, o movimento do arco da própria porta, envolvendo-o com uma auréola sinuosa com pontas afiadas, encimado por um grande friso com uma inscrição cúfica.
No início do século XVII, refugiados muçulmanos expulsos de Espanha instalaram-se na Casbá e numa parte com cerca de cem hectares no interior das muralhas almóadas, numa área que delimitaram construindo uma nova muralha. Esta tem início perto da Bab El-Had e liga com a cortina do século XII na falésia do Bu Regregue, no Borj Sidi Makhlouf. Retilínea e flanqueada por torres oblongas, a muralha dita andalusina estendia-se por mais de 1 400 metros, tinha em média cinco metros de altura e uma espessura de mais de 1,5 metro. Era perfurada por três portas: Bab Et-Tben (atualmente demolida, situava-se junto ao atual mercado municipal), Bab El-Bouiba et Bab-Chella.
No início do século XIX foi edificada uma nova muralha exterior, com uma extensão total de 4 300 m. Prolongava a sul a muralha almóada e duplicava-a a ocidente até ao oceano Atlântico, rodeando uma área total de mais de 840 ha. Esta nova muralha, dita alauita, tinha uma altura média de quatro metros e uma espessura ligeiramente inferior a um metro. Era perfurada por três portas: Bab El-Qebibat, Bab Tamesna et Bab Marrakech. Foi demolida em grande parte para construir a cidade "europeia" durante o protetorado. A partir das principais portas da almedina partiam as estradas que ligavam Rabat às outras cidades mais importantes de Marrocos, nomeadamente Casablanca, Marraquexe e Fez.
Junto às muralhas almóadas tinham lugar mercados semanais, como o Souq el-Had, junto à porta do mesmo nome. Entre a muralha alauita e a muralha almóada estavam situados, a sul, o Agdal, ligado ao Palácio Real, e a norte os jardins das laranjeiras, cujos frutos, muito apreciados pela sua qualidade, eram exportados para a Europa, o que é atestado por numerosos documentos de arquivos.

### Infraestruturas culturais

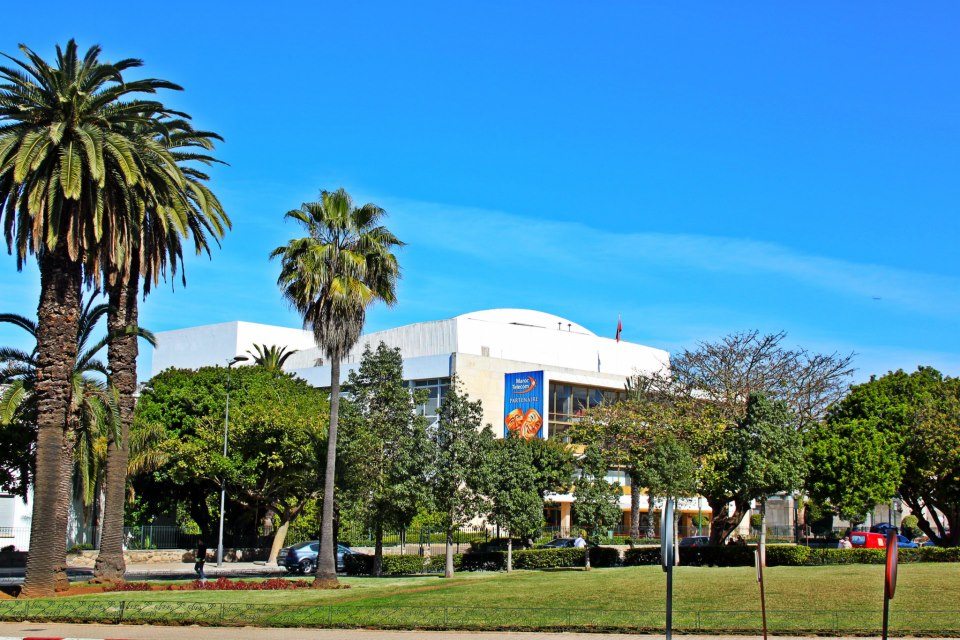
Teatro Mohammed V

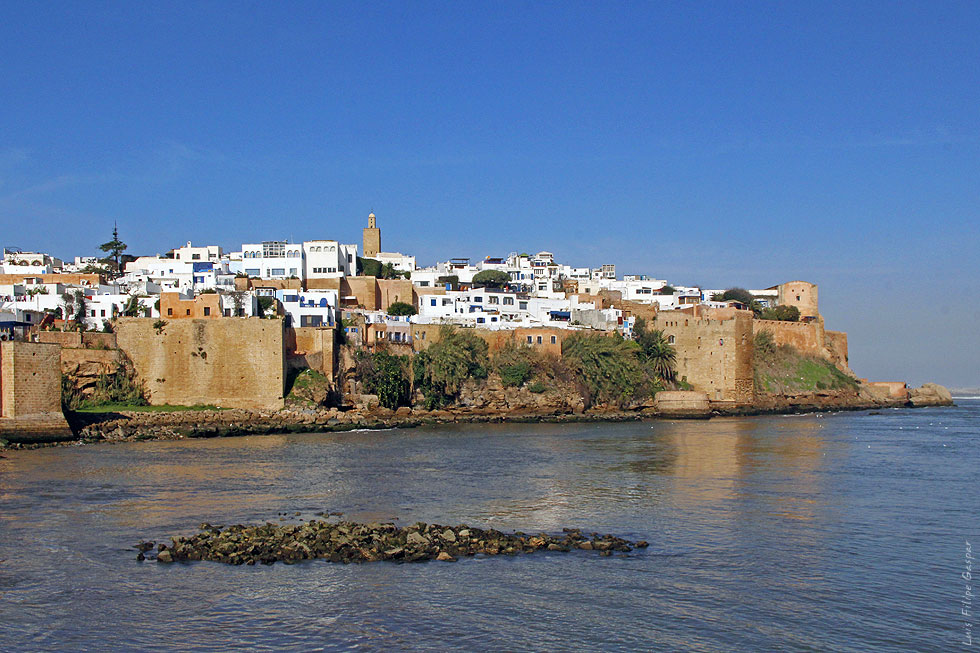
Casbá dos Oudayas, construído durante o Califado Almóada

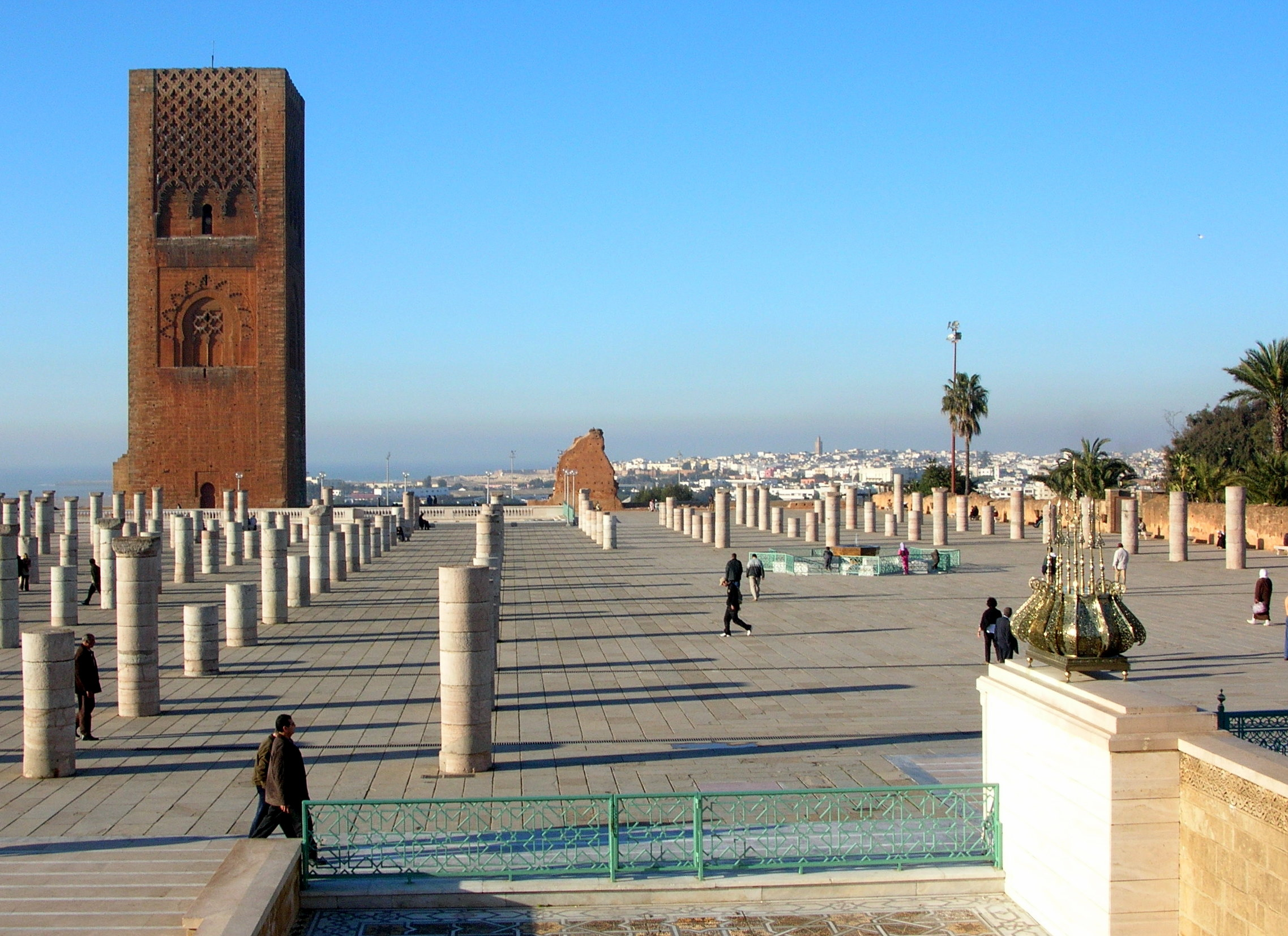
Ruínas da mesquita inacabada de Hassan e do seu minarete, (Torre Hassan)

O maior teatro é o Teatro Mohammed V, no centro da cidade. 	
Galerias Oficiais:
- Bab Rosiere
- Bab El-Kebir
- Mohamed El-Fassi

O Espaço Cultural Independente é dedicado à criação contemporânea marroquina e internacional. Foi fundada pelo crítico de arte Abdellah Karroum, primeiro tornou-se uma residência para artistas, então, a partir de 2004 uma cooperativa.
Desde 2000, foram lançados grandes projectos culturais, tais como:
- A Biblioteca Pública
- Museu de Arte Contemporânea
- O Instituto Superior de Música e Dança
- Biblioteca Internacional de Arte Moderna e Contemporânea

### Principais atrações turísticas
- Casbá dos Oudaias: Casbá (castelo) com vista para a foz do  rio Bu Regreg. Foi construído inicialmente como um Museu de Jóias.[carece de fontes?]
- Torre Hassan: A mesquita foi construída pelo califa Iacube Almançor, destruída pelo terramoto de Lisboa de 1755
- Mausoléu de Maomé V: onde está sepultado o rei Maomé V e seus dois filhos, o rei Haçane II e seu irmão mais novo Mulei Abedalá.
- Necrópole de Chellah: construída em 1339, foi um antigo povoado fenício, cartagineses e romano.
- Mesquita de Agdal
- Catedral de São Pedro de Roma: Localizada na Praça de Golan. Este edifício foi sempre com a intenção de ser uma catedral católica. Foi terminado em 1930.
- Dar-al-Makhzen: o palácio real e sede do governo onde trabalham e residem mais de duas mil pessoas. Você entra no palácio por uma vasta extensão, o Mechouar ".
- Bab ar-Rosiere
- Avenida das Forças Armadas Reais (FAR).

### Desporto

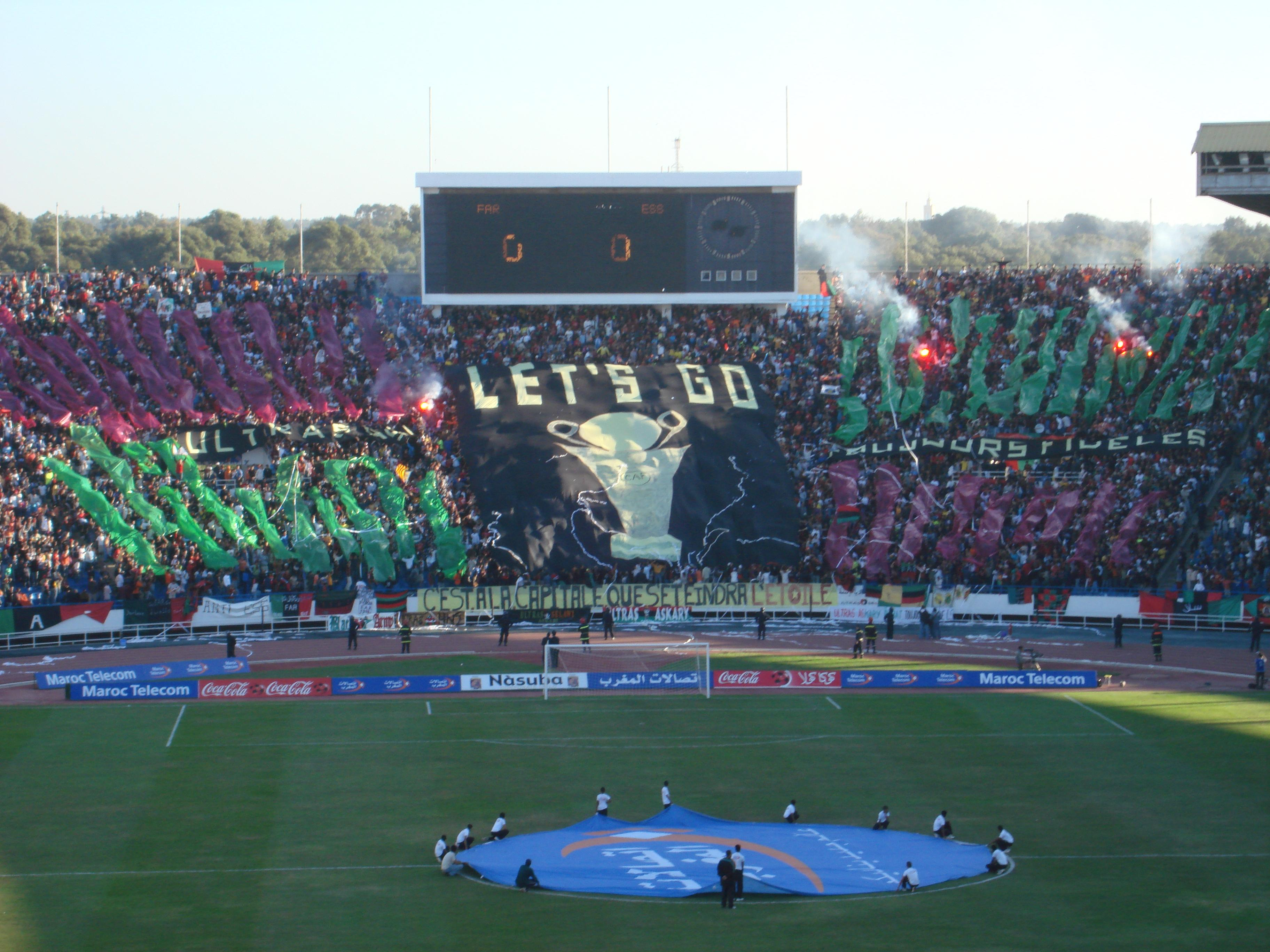
Estádio Moulay Abdellah

A cidade tem o estádio nacional de Marrocos, Moulay Abdellah, construído em 1983. As equipes de futebol de Rabat são:
- FAR Rabat
- FUS Rabat
- Stade Marocain
- União Yacoub El Mansour
- União de Touarga

Equipes de handebol são:
- FAR Rabat
- FUS Rabat
- Stade Marocain

As equipes de basquete são:
- FAR Rabat
- FUS Rabat
- Moghreb Rabat

Equipes de volei são:
- FAR Rabat
- FUS Rabat

## Geografia

### Bairros
Os mais bairros das classes mais altas das classes mais altas localizam-se ao longo das grandes avenidas, e os mais modestos nas áreas mais distantes da cidade. Estão distribuídos em forma de leque e são socialmente muito diferentes.

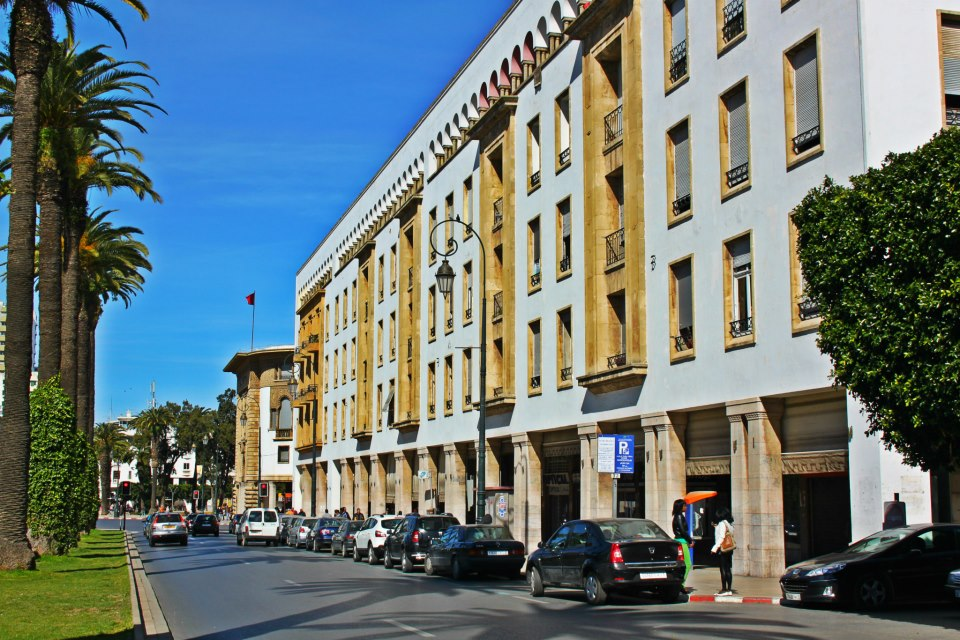
Avenida Mohamed V

Uday e Medina, os bairros mais tradicionais, estão localizados como uma espinha dorsal próximo ao litoral. Os bairros de classe média estão localizados quase que inteiramente na região oeste da cidade e ao longo da costa. Os bairros de classe média-alta mais conhecidos são o Akkari, El Yacoub Mansour, Massa e Fath. Bairros modestos da cidade são encontrados ao longo das avenidas, na região de divisa com bairros de classe média-alta. Os bairros ditos modestos mais conhecidos são o Regreg Bu, Youssoufi, Takadoum e Hay Nahda. Os bairros de classe alta, como o Les Orangers, Mabel, ou Agdal Hay Riad Hassan, possuem mansões e casas luxuosas e abriga inclusive casas de embaixadores. Este é o local de escolha para residências diplomáticas. Este vasto plano urbano, arejado, com vegetação exuberante e com névoa do oceano, contrasta com as ilhas mais estreitas que existem próximo ao litoral.
Dois grandes projetos estão mudando a cara da cidade: o projeto Amwaj, com o objetivo de socializar os bairros mais pobres, com a instalação de bancos e construção de hotéis e residências de luxo em estilo árabe-andaluz. O outro grande projeto que está mudando a cara da cidade é o Sephira, que visa organizar a zona costeira atlântica, através da construção de hotéis, um teatro, uma arena poliesportiva e residências de luxo em estilo contemporâneo

### Clima
Banhada pelo Oceano Atlântico, a cidade possui um clima ameno e temperado. As noites são sempre frias ou frescas, com temperaturas diurnas sempre subindo. As máximas no inverno geralmente atingem 17,5 °C.
| Dados climatológicos para Rabat               | Dados climatológicos para Rabat | Dados climatológicos para Rabat | Dados climatológicos para Rabat | Dados climatológicos para Rabat | Dados climatológicos para Rabat | Dados climatológicos para Rabat | Dados climatológicos para Rabat | Dados climatológicos para Rabat | Dados climatológicos para Rabat | Dados climatológicos para Rabat | Dados climatológicos para Rabat | Dados climatológicos para Rabat | Dados climatológicos para Rabat |
| Mês                                           | Jan                             | Fev                             | Mar                             | Abr                             | Mai                             | Jun                             | Jul                             | Ago                             | Set                             | Out                             | Nov                             | Dez                             | Ano                             |
| --------------------------------------------- | ------------------------------- | ------------------------------- | ------------------------------- | ------------------------------- | ------------------------------- | ------------------------------- | ------------------------------- | ------------------------------- | ------------------------------- | ------------------------------- | ------------------------------- | ------------------------------- | ------------------------------- |
| Temperatura máxima média (°C)                 | 17,2                            | 17,7                            | 19,2                            | 20                              | 22,1                            | 24,7                            | 27,1                            | 27,5                            | 26,4                            | 24                              | 20,6                            | 17,7                            | 22                              |
| Temperatura mínima média (°C)                 | 7,2                             | 7,8                             | 9,2                             | 10,4                            | 12,7                            | 15,4                            | 17,6                            | 17,7                            | 16,7                            | 14,1                            | 11,1                            | 8,7                             | 12,4                            |
| Chuva (mm)                                    | 77,2                            | 74,1                            | 60,9                            | 62                              | 25,3                            | 6,7                             | 0,5                             | 1,3                             | 5,7                             | 43,6                            | 96,7                            | 100,9                           | 554,9                           |
| Dias com chuva                                | 9,9                             | 9,8                             | 9                               | 8,7                             | 5,7                             | 2,4                             | 0,3                             | 0,4                             | 2,4                             | 6,2                             | 10,2                            | 10,4                            | 75,6                            |
| Insolação (h)                                 | 179,8                           | 183,6                           | 232,5                           | 255                             | 291,4                           | 288                             | 316,2                           | 306,9                           | 261                             | 235,6                           | 189                             | 179,8                           | 2 918,8                         |
| Fonte: Observatório de Hong Kong (1961-1990). |                                 |                                 |                                 |                                 |                                 |                                 |                                 |                                 |                                 |                                 |                                 |                                 |                                 |

### Demografia
| 1970                                                        | 1982    | 1994      | 2004      |
| ----------------------------------------------------------- | ------- | --------- | --------- |
| 523 177                                                     | 856 651 | 1 334 100 | 1 613 615 |
| Dados não oficiais: 1970, 1982 ; Dados oficiais: 1994, 2004 |         |           |           |

## Transporte

### Aéreo
A cidade está conectada por vias aérea através do Aeroporto de Rabat-Salé, localizado a cerca de 7 km do centro da cidade. Para acessá-lo basta apenas utilizar o serviço de táxi de Rabat. Além disso, fica aproximadamente a 100 km do Aeroporto de Casablanca.

### Trem
A cidade é servida por vários comboios interurbanos para outras regiões, tais como Casablanca, Fez e Tânger. Os trens na cidade possuem velocidade máxima de 160 km/h. A cidade possui um excelente sistema ferroviário, tendo estações de trens nos subúrbios da cidade. Estava previsto que em 2010 fossem construídas mais de 30 estações de trem.

### Rodoviário
Os táxis da cidade se caracterizam por serem pintadas de azul e cinza. Seus preços variam de acordo com a hora do dia, aumentando significativamente durante a noite. Há um outro serviço de chamada de Grand táxi, fornecido por grandes veículos capazes de transportar 6 passageiros.

## Cidades irmãs
- Argélia — Argel
- Egito — Cairo
- Espanha — Hornachos
- Espanha — Las Palmas
- Espanha — Madrid
- Estados Unidos — Honolulu
- Grécia — Atenas
- Índia — Nova Deli
- Itália — Mestre
- Jordânia — Amã
- Jordânia — Belém
- Jordânia — Nablus
- Portugal — Lisboa
- Roménia — Bucareste
- Síria — Damasco
- Suécia — Estocolmo
- Tunísia — Tunis
- Turquia — Istambul